# Steffi Morkötter
Steffi Morkötter (* 27. Mai 1971 in Osnabrück) ist eine deutsche Fremdsprachendidaktikerin.

## Leben
Von 1991 bis 1999 studierte sie Englisch, Französisch und Italienisch für das Lehramt an Gymnasien an der Universität Osnabrück. Nach der Promotion 1994 in Osnabrück und der Habilitation 2014 in Gießen ist sie seit 2014 Professorin (W 2) für Fremdsprachendidaktik in Rostock.
Ihre Forschungsinteressen betreffen Mehrsprachigkeitsförderung und -didaktik, Sprachlernkompetenz und deren (Weiter-)Entwicklung, Lehrwerkanalyse und Lehrwerkverwendungsforschung, Entwicklung von kompetenzorientierten Lernaufgaben und bilingualer Sachfachunterricht (Content and Language Integrated Learning/Enseignement d’une Matière Intégrant une Langue Etrangère).

## Schriften (Auswahl)
- Language Awareness und Mehrsprachigkeit. Eine Studie zu Sprachbewusstheit und Mehrsprachigkeit aus der Sicht von Fremdsprachenlernern und Fremdsprachenlehrern. Frankfurt am Main 2005, ISBN 3-631-54184-8.
- Förderung von Sprachlernkompetenz zu Beginn der Sekundarstufe. Untersuchungen zu früher Interkomprehension. Tübingen 2016, ISBN 978-3-8233-8034-4.
- mit Katja Schmidt und Anna Schröder-Sura (Hg.): Sprachenübergreifendes Lernen. Lebensweltliche und schulische Mehrsprachigkeit. Tübingen 2020, ISBN 978-3-8233-8247-8.